# 猛林山
猛林山是缅甸掸邦高原的一座山。其位于掸邦佤邦南邓特区境内，紧邻中国边界，距离臘戍约122公里。